# Rose Wardini
Pour les articles homonymes, voir Wardini.
Rose Hachem Wardini, née le 3 novembre 1962 à Kaolack, est une gynécologue-obstétricienne et une personnalité politique franco-sénégalaise. Elle est la présidente du mouvement politique "Sénégal Nouveau". En juin 2023, elle reçoit,  du Sénat français, la Médaille d'or de la Ligue universelle du bien-être public pour ses œuvres socio-sanitaires.

## Biographie
Rose naît dans une fratrie de 11 enfants à Kaolack, d'une mère sénégalaise et d'un père commerçant d'origine libanaise.  Elle est la sœur de l'ancien maire de Dakar, Soham El Wardini.
Orpheline de père à moins de cinq ans, elle obtient son baccalauréat série scientifique au lycée Valdiodio Ndiaye de son lieu de naissance et entame ses études en médecine à l’Université de Dakar.
En 1984, elle rejoint son mari en Côte d'Ivoire où elle poursuit ses études. En 1992, elle obtient son doctorat en gynécologie-obstétrique.
Elle retourne à Dakar pour exercer sa profession de santé dans le privé avec sa structure Medisol. Rose Wardini se voit confier la présidence de l’Association des gynécologues-obstétriciens du Sénégal (ASGO) pendant dix ans. Elle devient, ensuite, la Présidente de la Société africaine des gynécologues-obstétriciens et vice-présidente de l’Union professionnelle internationale des gynécologues-obstétriciens.
Rose s'engage dans la politique en enregistrant légalement le mouvement « Sénégal Nouveau » le 10 janvier 2023,. En février 2024, elle se porte candidate pour les élections présidentielles avant de se retirer sur fond de polémique sur sa double nationalité,,,.

## Œuvres sociales
Rose Wardini s'investit dans le social avec son équipe. Elle organise ainsi  des campagnes de dépistage gratuite du cancer et des consultations médicales gratuites pour les femmes au Sénégal depuis 2003.

## Distinctions
Le Sénat français l'honore par une médaille d'Or de la Ligue universelle du bien-être public à Paris, le 2 juin 2023.